# 원 컷 - 어느 친절한 살인자의 기록
"원컷 - 어느 친절한 살인자의 기록"(일본어: ある優しき殺人者の記録)은 2014년에 개봉한 한일 합작 영화이다.

## 캐스팅
- 연제욱 : 상준 역
- 김꽃비 : 소연 역
- 아오이 츠카사 : 츠카사 역
- 요네무라 료타로 : 료타 역
- 박정윤 : 고윤진 역
- 시라이시 코지 : 타시로 역
- 여민정 손비야 (특별출연)